# 卢夫勒希
卢夫勒希（法語：Louvrechy，法語發音：[luvʁəʃi]）是法国上法蘭西大區索姆省的一个市镇，属于蒙迪迪耶区。

## 地理
卢夫勒希（49°44'0"N, 2°23'42"E）面积5.78 平方千米，位于法国上法蘭西大區索姆省，该省份为法国北部沿海省份，北起加来海峡省和北部省，西接滨海塞纳省和大西洋英吉利海峡，南至瓦兹省，东临埃纳省。
与卢夫勒希接壤的市镇（或旧市镇、城区）包括：努瓦河畔阿伊、绍苏瓦埃帕尼、希尔蒙、马伊赖讷瓦尔、苏尔东、托里。

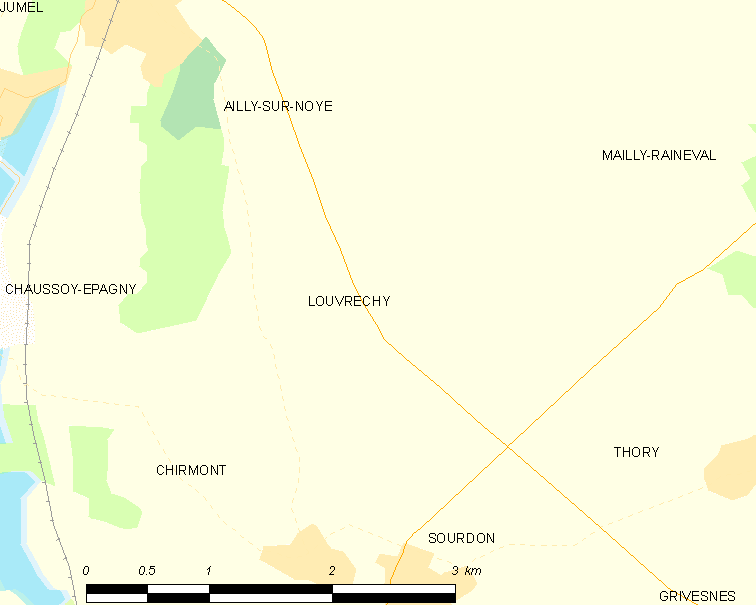
卢夫勒希的OSM定位图

卢夫勒希的时区为UTC+01:00、UTC+02:00（夏令时）。

## 行政
卢夫勒希的邮政编码为80250，INSEE市镇编码为80494。

## 政治
卢夫勒希所属的省级选区为努瓦河畔阿伊县。

## 人口

1962-2008年间卢夫勒希人口变化图示

卢夫勒希于2022年1月1日时的人口数量为198人。